# Musculus quadratus femoris

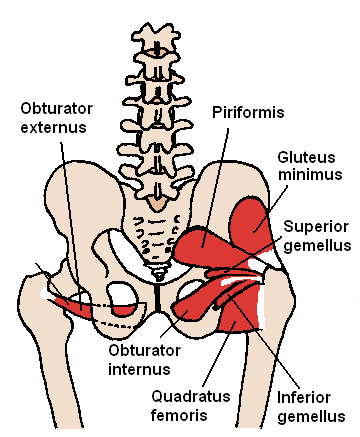
Vy bakifrån (posterior) av bäckenregionen med några av höftledens muskler markerade. (Samma muskler finns på båda höftlederna, men de finns bara medtagna på ena sidan för att ge en tydligare figur.)

Musculus quadratus femoris är en muskel i höften, och är en av sex muskler i lateralrotationsgruppen.
Muskeln har sitt ursprung i tuberositas ischiadica laterala kant och fäster i tuberculum quadratum på crista intertrochanterica och inferiort om denna på lårbenet. Muskeln roterar låret lateralt. Muskeln innerveras av nervus musculi quadrati femoris (som går vidare till lumbarnerven L5 och sakralnerven S1). Som namnet antyder har den formen av en fyrhörning. Tillsammans med de andra höftrotatorerna i bäckenet hjälper den också till att stabilisera höftleden genom att med muskelverkan se till att caput femoris hålls i acetabulum.